# Wojciech Matusiak

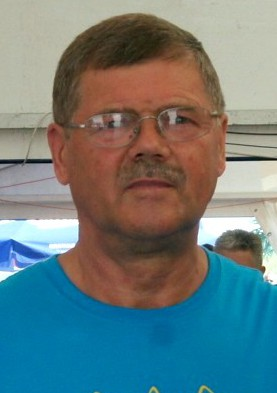
Wojciech Matusiak (2012)

Wojciech Matusiak (* 2. Juni 1945 in Sieraków) ist ein ehemaliger polnischer Radrennfahrer und nationaler Meister im Radsport.

## Sportliche Laufbahn
Matusiak war ein starker Fahrer bei Etappenrennen, er fuhr eine Vielzahl von Landesrundfahrten für Amateure in Europa. In den Jahren 1964–1969 war er als Radfahrer im Sportklub Gryf Szczecin aktiv.
1967 gewann er die polnische Meisterschaft im Straßenrennen, ein Etappensieg bei der Polen-Rundfahrt folgte. Zwei Jahre später gewann er die heimische Rundfahrt vor Zygmunt Hanusik.
1968 war er Teilnehmer der Olympischen Sommerspiele in Mexiko-Stadt und fuhr dort in der Mannschaftsverfolgung. 1967 und 1969 wurde er polnischer Meister in der Mannschaftsverfolgung auf der Bahn. 1969 und 1970 gewann er auch den Titel im Paarzeitfahren.
Bei der Internationalen Friedensfahrt war er dreimal am Start, er gewann 1970 eine Etappe und hatte mit dem 9. Platz 1970 sein bestes Ergebnis in der Gesamtwertung. In jenem Jahr konnte er auch die Tour of Scotland für sich entscheiden. Bei der Rundfahrt Dookola Mazowska 1971 wurde er nur knapp von Zenon Czechowski geschlagen. 1973 belegte er bei den UCI-Straßen-Weltmeisterschaften beim Sieg von seinem Landsmann Ryszard Szurkowski den 5. Platz. In der Jugoslawien-Rundfahrt 1974 war er auf einer Etappe erfolgreich, in der Polen-Rundfahrt 1974 wurde er Dritter. 1975 gewann er die Trofeo Papà Cervi in Italien. Nachdem er bei der Polen-Rundfahrt erneut eine Etappe gewonnen hatte, beendete er zum Ende der Saison 1979 seine Laufbahn.
Er startet für den Verein LZS Gryf Szczecin.

## Berufliches
Nach seiner Laufbahn arbeitete als Trainer im Radsport in Szczecin.